# 月眉厝
月眉厝，是臺灣南投縣草屯鎮的一個傳統地域名稱，位於該鎮西南部。相較於今日行政區，其範圍大致包括碧峰里西半部（溪州埤排水以西）、碧洲里西部及南部（溪州埤排水以西及以南）。

## 歷史
台灣清治末期至日治初期，月眉厝地區為一街庄，稱為「月眉厝庄」，隸屬於北投堡。該庄輪廓略呈圓心朝東微北的狹長弧形，北與新庄為鄰，東與北投埔庄、林仔頭庄、山腳庄為鄰，東南邊為營盤口庄，南邊及西邊隔貓羅溪與小半山庄、草尾嶺庄、同安藔庄、縣庄為界。
1901年（日治明治三十四年）11月，全台廢縣廳改設二十廳，該庄隸屬於南投廳。1903年（明治三十六年）6月，該庄編入「草鞋墩區」，隸屬於南投廳。1909年（明治四十二年）10月，合併二十廳為十二廳，草鞋墩區仍隸屬於南投廳。1920年（大正九年），全台地方制度大改正，廢十二廳改設五州二廳，該庄改制為「月眉厝」大字，隸屬於臺中州南投郡草屯庄。1938年（昭和十三年），草屯庄升格為草屯街。
戰後草屯街改制為草屯鎮，隸屬於臺中縣，大字亦改制為里。1950年10月，中、彰、投分治，草屯鎮改隸屬南投縣。

## 聚落
本地區發展較早的聚落有月眉厝、下溪洲、頂溪洲等，在日治期初期的官方地圖上已有記載。

## 交通
國道3號又稱「福爾摩沙高速公路」，是貫穿台灣西部的兩條縱向高速公路之一，大致以北北東—南南西走向繞大彎轉西北—東南走向經過月眉厝地區北大半部，再以西北—東南走向繞大彎轉北北西—南南東走向經過月眉厝地區東南部。該道路在境內中部偏南的省道台76線東側端點交會處設有中興系統交流道，在境內東部省道台14乙線交會處設有南投交流道，由此等可快速前往台灣南北各地及彰化平原。
省道台76線即「東西向快速公路－漢寶草屯線」，目前僅通行埔鹽至草屯路段，其東側端點位於本地區中部偏南與國道3號、省道台14乙線交會處的中興系統交流道。由此向西南轉西南西出境後，可穿越八卦山隧道前往員林、埔心、溪湖東北端、埔鹽與大村交界地帶及國道1號埔鹽系統交流道、埔鹽與秀水交界地帶、埔鹽與福興交界地帶並止於埔鹽交流道；續行可沿縣道144號前往福興西北部並止於省道台61線福興交流道。
省道台3線（草溪路）俗稱「內山公路」，是臺北至屏東的平面幹道，大致以東北—西南走向由本地區東南部的東北側邊界入境後，經國道3號高架橋下、省道台14乙線立體交叉道後繞大彎轉南南西出境。由該道路向東北轉北北東可前往草屯市區、霧峰、大里、台中市區等地，向南南西轉南南東可前往南投、名間、竹山、林內等地。
省道台14乙線（碧興路一段、國道3號南投交流道連絡道）是芬園至南投五塊厝的平面幹道，大致以北北東—南南西由本地區北部邊界入境後，繞大彎轉西北微北—東南微南走向再轉北北西—南南東走向，經縣道148號路口後直行，於本地區中央偏東處轉西北微北—東南微南走向，經國道3號高架橋下及其兩側之省道台76線東側端點路口後轉西北—東南走向再轉西北微北—東南微南走向，經省道台3線路口後繞大彎經國道3號南投交流道轉西南—東北走向於本地區東南端的東北側邊界出境。由該道路向北北東經新庄西部的北投舊街聚落轉北北西可前往石頭埔、下茄荖並止於省道台14線路口，向東北繞大彎轉北北東再轉東經山腳轉南南東可前往營盤口、內轆、軍功寮、包尾、三塊厝並止於其其南側邊界外緣的省道台3線、縣道150號共線路口。
縣道148號（碧山路）是王功至草屯的道路，大致以西向東由本地區西部邊界北側入境，經國道3號高架橋下後轉東北微南穿越月眉厝聚落，經省道台14乙線路口後轉東北東以至出境。由該道路向西可前往芬園南部、員林、埔心、溪湖、二林北部、芳苑中部的王功等地，向東北東可前往北投埔、草屯市區並止於省道台3線路口。
鄉道投11線（草溪路富貴巷、交流道下涵洞、營盤路）是溪洲至營盤口的道路，其北側端點位於本地區東南半葉北側的省道台3線路口。由此向東南沿國道3號南投交流道外圍蜿蜒而行，經交流道下涵洞後轉西南再轉東南出境，可前往營盤口並止於省道台3甲線路口。

## 廟宇
- 月眉厝龍德廟（保生大帝廟）